# Hofbrauhaus Wolters
Hofbrauhaus Wolters GmbH är ett bryggeri från den tyska staden Braunschweig i Niedersachsen. Bryggeriet startades 1627. Dess mest kända ölsort är Wolters Pilsener.